# Cambra segellada
Cambra segellada (títol original: The Chamber) és una pel·lícula estatunidenca dirigida per James Foley, estrenada l'any 1996. El guió és una adaptació de la novel·la El Passadís de la Mort de John Grisham. El film és protagonitzat per Gene Hackman i Chris O'Donnell. Ha estat doblada al català.

## Argument
Havent escapat de l'odi i del fanatisme racista, única herència del seu avi Sam Cayhall (Hackman) membre del Ku Klux Klan, el jove advocat Adam Hall (O'Donnell) busca obtenir l'anul·lació de la condemna a mort del vell, per l'assassinat de dos nens jueus 30 anys abans. 28 dies abans de la data prevista per l'execució de Cayhall, Adam troba el seu avi per la primera vegada al centre penitenciari de l'Estat de Mississipi on està detingut des de la seva condemna l'any 1980. La reunió té lloc entre el jove advocat, instruït i idealista, i el seu avi, fred i sense remordiment. L'endemà, la premsa proclama amb grans titulars que Adam ha vingut a l'Estat per salvar el seu avi, el tristament famós especialista en explosius del Ku Klux Klan.
Encara que la vida del vell estigui en joc, les motivacions profundes d'Adam surten a la llum: no lluita només pel seu avi, sinó també potser per ell mateix. Ha vingut per guarir les ferides deixades pel suïcidi del seu propi pare, amb la finalitat d'atenuar la vergonya secreta que sempre ha tingut de tenir aquest home com avi, i de posar un final al patiment que l'ancià sembla haver infligit a tots els que ha conegut. El final el veu expressar finalment remordiment i realitzar el malbaratament de la seva vida d'odi.

## Repartiment
- Chris O'Donnell: Adam Hall
- Gene Hackman: Sam Cayhall
- Faye Dunaway: Lee Cayhall Bowen
- Raymond J. Barry: Rollie Wedge / Donnie Cayhall
- Robert Prosky: E. Garner Goodman
- Bo Jackson: sergent Clyde Packer
- Lela Rochon: Nora Stark
- David Marshall Grant: Governador David McAllister
- Nicholas Pryor: Jutge Flynn F. Slattery
- Harve Presnell: Fiscal general Roxburgh
- Richard Bradford: Wyn Lettner
- Greg Goossen: J. B. Gullitt
- Seth Isler: Marvin B. Kramer
- Millie Perkins: Ruth Kramer
- Sid Johnson: Josh Kramer

## Al voltant de la pel·lícula
Producció
Ron Howard havia de realitzar el film, però abandona el projecte amb la finalitat de realitzar Rescat (Ransom, 1996). Roman tanmateix com un dels productors de Cambra segellada.
Rodatge
Algunes escenes van ser rodades a la cambra de gas del centre penitenciari de Parchman.
Rebuda
Grisham qualifica el film en la seva estrena de « desastre », i afegeix: « No hauria pogut tractar més malament les persones concernides, inclòs jo mateix. He comès un error fonamental quan he venut els drets del film abans d'haver acabat d'escriure el llibre. Un film horrible. Gene Hackman és l'única bona cosa del film.
"Ben Parker introdueix molt drama en un espai petit i una durada curta (...) És un thriller efectiu"